# Ядерное оружие и вторжение России на Украину
В ходе вторжения на Украину (с 2022) российские официальные лица и пропагандисты неоднократно заявляли о возможности, необходимости или неизбежности применения ядерного оружия против Украины или стран, оказывающих ей военную помощь, а также делали ложные заявления о разработке Украиной радиологического оружия.

## Предыстория
Ядерное оружие (ЯО) использовалось в войне лишь однажды — в ходе бомбардировок Хиросимы и Нагасаки в августе 1945 года, однако в годы Холодной войны СССР и США накопили огромные запасы стратегического ЯО и тактических зарядов — менее мощных и предназначенных для решения задач на театре военных действий.

### Россия
После распада СССР Россия и США договорились о сокращении ядерных арсеналов. Несмотря на разногласия между странами в отдельных вопросах (например, интервенции НАТО в Югославии и войны в Ираке), экономическое и политическое сотрудничество двух стран заметно снизило риски ядерного конфликта.
Российская военная доктрина, подписанная Владимиром Путиным в 2000 году, допускала использование ЯО в ответ на применение оружия массового поражения страны или её союзников или развязанную против России конвенциональную войну, которая стала экзистенциальной угрозой для государства. В дальнейшем в российском военном планировании сложилась концепция «ядерной деэскалации» — угрозы применения или демонстративного использования ядерного оружия с целью вынудить противника пойти на уступки. В «Основах государственной политики РФ в области ядерного сдерживания» от 2020 года отмечалось, что она направлена, в том числе на завершение военных конфликтов на приемлемых для России (и её союзников) условиях.
На фоне деградации отношений между Россией и странами Запада во второй половине 2010-х годов Путин стал регулярно прибегать к ядерной риторике. Он неоднократно рассуждал о взаимном ядерном уничтожении как неизбежном следствии попыток агрессии против России. В 2015 году в документальном фильме «Крым. Путь на Родину» Путин заявлял, что рассматривал возможность применения ЯО в ходе захвата Крыма в случае военной интервенции западных стран. В послании Федеральному собранию 1 марта 2018 Путин долго рассказывал о многочисленных перспективных разработках разной степени готовности, в том числе носителях ЯО: МБР «Сармат», ядерной торпеде «Посейдон», баллистической ракете воздушного базирования «Кинжал» и др.
К 2022 году в распоряжении России было (по разным оценкам) от 860 до 1912 единиц тактического ЯО, носителями которого могли стать бомбардировщики Ту-22М3, истребители-бомбардировщики Су-34, противолодочные самолёты Ил-38 и Ту-142, подводные лодки и ракетные крейсера, а также ракетные комплексы «Искандер».

### Украина
На фоне распада СССР международное сообщество было обеспокоено появлением на его территории сразу четырёх стран, обладающих ЯО — России, Белоруссии, Казахстана и Украины — что могло нарушить ядерный баланс, достигнутый в рамках Договора о нераспространении ядерного оружия (ДНЯО). Однако уже в Декларации о государственном суверенитете Украины, опубликованной в июле 1990 года, утверждалось стремление новой страны к безъядерному статусу.
В 1991 году независимая Украина получила от СССР 176 МБР и свыше 2,5 тысяч единиц тактического ЯО — третий в мире ядерный арсенал. Страны Запада настаивали на его передаче, обсуждение велось с 1992 года. Для самой Украины ЯО было обременением, поскольку системы управления остались в России, а вот за обслуживание платил украинский бюджет. В ноябре 1994 года Украина присоединилась к ДНЯО, а 5 декабря был подписан Будапештский меморандум.
По условиям меморандума Украина согласилась частично передать России и частично утилизировать ЯО в обмен на гарантии безопасности со стороны США, Великобритании и России. Гаранты обязались уважать независимость и границы Украины, воздерживаться от применения в отношении неё военной силы и экономического давления, не использовать против неё ЯО, а также добиваться неотложных мер на уровне Совбеза ООН в случае любой опасности для Украины.
Впрочем, в Будапештском меморандуме не были прописаны конкретные механизмы реализации этих гарантий, а в англоязычной версии документа вместо «гарантий» упоминались абстрактные формулировки «заверения в безопасности». В дальнейшем в 2010—2012 годах Украина при участии США также передала России высокообогащенный уран (пригодный для создания ЯО), получив взамен низкообогащенный уран для исследовательских реакторов и инвестиции в строительство научного центра для производства медицинских изотопов.

### Российско-украинская война (до 24 февраля 2022 года)
После захвата Крыма в 2014 году Украина обвинила российскую сторону в нарушении Будапештского меморандума. Россия обвинения отвергла и отказалась участвовать в созванных Украиной консультациях, назвав аннексию полуострова «результатом сложных внутренних процессов», к которым Россия и её обязательства перед Украиной отношения не имеют. В ноябре 2014 года украинский президент Петр Порошенко предлагал подписать новое соглашение о гарантиях безопасности взамен не оправдавшего ожиданий меморандума, но международной поддержки инициатива не получила из-за опасений конфронтации с Россией.
На фоне обострения российско-украинского кризиса и концентрации российских войск возле границы Украины 15 февраля 2022 года три бывших президента страны — Леонид Кравчук, Леонид Кучма и Виктор Ющенко — выступили с открытым призывом к странам - подписантам Будапештского меморандума о защите Украины от неизбежной российской агрессии. 19 февраля о гарантиях безопасности, являющихся фундаментальной частью Будапештского меморандума, на Мюнхенской конференции по безопасности говорил Владимир Зеленский.

## Угрозы со стороны России
За несколько дней до вторжения на Украину Путин лично провёл военные учения, в ходе которых отрабатывалась готовность стратегических сил к ответному ядерному удару. Нападение на Украину российский президент начал с угроз странам, которые могут попытаться помешать России захватить соседнее государство. Хотя непосредственно в тексте выступления ядерное оружие не упоминалось, политики и аналитики однозначно увидели в словах Путина ядерный шантаж, адресованный НАТО.
Аналогичная обтекаемая угроза без прямого упоминания ядерного оружия прозвучала 27 апреля. 28 февраля Путин объявил о переводе российских ядерных сил в «особый режим» (в известных российских нормативных актах никакого особого режима для боевого дежурства для стратегических ядерных сил не предусмотрено, поскольку в силу специфики они постоянно находятся в режиме боевой готовности). При этом сам президент России обвинял в ядерном шантаже страны Запада, например, в телеобращении с объявлением мобилизации в сентябре 2022 года.
Российская пропаганда так же широко использовала тему ядерного оружия, превознося ядерную мощь России и адресуя угрозы другим странам. Так, Маргарита Симоньян прогнозировала начало ядерной войны в случае поражения России на Украине, рассуждала о ядерных ударах по Украине, Польше, Великобритании и США, а также предлагала в качестве демонстрации силы взорвать термоядерную бомбу над Сибирью. Владимир Соловьёв заявлял, что предпочитает ядерных апокалипсис поражению России. 
К применению ядерного оружия против Украины призывали официальные лица, например, глава Чечни Рамзан Кадыров и экс-президент Дмитрий Медведев. В рамках просветительского марафона «Знание.Первые» последний также сравнивал ядерное оружие со «скрепой, которая собирает государство». Депутат Государственной думы Денис Майданов записал песню об ударе по США МБР «Сармат» в сопровождении военного хора. Апологетом ядерной эскалации в экспертном сообществе стал почётный председатель Совета по внешней и оборонной политике Сергей Караганов.

### Реакция на контрнаступление ВСУ в Херсонской области
Во второй половине 2022 года, после ряда успешных контрнаступательных действий Украины, разведка США начала получать информацию о возможном использовании Россией тактического ядерного оружия по Украине в случае окружения группировки российских войск на правом берегу Днепра в Херсонской области численностью около 30 тысяч человек. Разведка США оценивала вероятность удара в 50%. Глава ЦРУ Бёрнс летал в Стамбул, чтобы рассказать Нарышкину про последствия. Глава Пентагона Ллойд Остин сообщил при звонке Сергею Шойгу: если Москва использует ядерное оружие, то «все запреты, которые мы соблюдали в Украине, будут пересмотрены» и «вы не отдаёте себе полный отчёт в том, до какого уровня дойдет тогда изоляция России на мировой арене». На реплику Шойгу о том, что он «не любит, когда ему угрожают», Остин ответил: «Господин министр, под моим командованием находятся самые мощные вооруженные силы в истории человечества. Я не из тех, кто угрожает». Глава комитета начальников штабов Марк Милли спрашивал главу Генштаба Валерия Герасимова: «В каком случае Россия готова прибегнуть к ядерной бомбе?», на что получил ответ: «У нас есть право использовать тактическое ядерное оружие в случае катастрофических потерь на поле боя».
Минобороны России делало недостоверные заявления о разработке Украиной грязной бомбы, приводя заведомо ложные доказательства. Эти заявления вызвали беспокойство, что Россия может провести «операцию под чужим флагом» или использовать сами заявления для оправдания своего ядерного удара по Украине. США провели серьезную подготовку к возможному ядерному удару. Для предотвращения эскалации США оказали дипломатическое давление на Россию через переговоры, а также через другие страны, такие, как Китай и Индия, с целью предотвратить использование ядерного оружия.

### Размещение тактического ядерного оружия в Белоруссии
В марте 2023 года Владимир Путин объявил о размещении тактического ядерного оружия на территории Белоруссии. Предлогом послужили британские поставки Украине бронебойных боеприпасов с сердечниками из обеднённого урана для танков Challenger 2, обеднённый уран является стандартным компонентом оружия, и подобные снаряды есть на вооружении российской армии. В июне Александр Лукашенко сообщил, что Белоруссия получила часть обещанного ядерного оружия, для чего в стране были восстановлены 5—6 советских хранилищ. Из заявлений официальных лиц следовало, что соглашение предполагает размещение, но не передачу тактического ЯО.

### Прочее
В мае 2024 года накануне инаугурации Путина на пятый срок Минобороны России объявило о проведении силами Южного военного округа и ВМФ учений для отработки подготовки и применения тактического ЯО в ответ на «провокационные заявления и угрозы западных официальных лиц». Манёвры с использованием комплексов «Искандер» и «Кинжал» прошли вблизи границы с Украиной.
21 ноября 2024 года ВС РФ нанесла удар межконтинентальной ракетой РС-26 «Рубеж» по городу Днепр.

## Реакция

### Международная
Международное сообщество, включая США, Евросоюз, G20 и НАТО последовательно осуждали агрессивную ядерную риторику России. Китай неоднократно предупреждал российского лидера о недопустимости применения ЯО, а также осудил размещение российского ЯО в Белоруссии. Представитель США в ООН Роберт Вуд отмечал, что решение Путина противоречило договорённостям между странами.

### В России
Угрозы применения ядерного оружия, которые последовательно озвучивали официальные и публичные лица, вызвали неприятие и у российских экспертов по ядерной тематике. В своих публикациях они апеллировали к тому, что ядерный удар негативно скажется на положении России в мире, что ядерная война — худшая из альтернатив, что интересы России не ограничиваются войной против Украины, а сложившаяся ситуация при всех недостатках не угрожает существованию российского государства. Опросы общественного мнения, проведённые Левада-центром, указывали на солидарность рядовых россиян с экспертами: 86 % граждан сочли применение ЯО в войне с Украиной неприемлемым ни при каких условиях.
Исследователи из государственного экспертного центра ИМЭМО РАН в докладе от октября 2022 года связали публичную дискуссию об опасности применения Россией ЯО с «неправильной трактовкой» высказываний российских официальных лиц, а обеспокоенность иностранных политиков и экспертов — с «антироссийской пропагандой» или «подготовкой провокаций». Авторы доклада подчеркнули неэффективность гипотетического применения ЯО и сопутствующие системные политические, экономические и экологические риски и предположили, что Россия вряд ли применит ЯО при сохранении боевых действий в прежних границах и отсутствии прямого вовлечения в конфликт третьих государств — «ядерных держав».

### Оценки реальности угроз
Активное обсуждение возможного использование Россией ядерного оружия началось в странах Запада с начала войны после поражения России под Киевом. Российские угрозы применения ЯО были встречены со скепсисом: несмотря на большие разрушения и жертвы, ядерный удар не гарантировал России достижения каких-либо военных целей, но он нанёс бы катастрофический удар по репутации российских властей, а также резко увеличил бы риски эскалации. Западные эксперты также поставили под сомнение «экзистенциальный» характер угрозы поражения России и её возвращения к границам 2021 или 2014 года в контексте ядерной доктрины.
Ретроспективный анализ российской военной доктрины за 30 лет, проведённый Центром военно-морских исследований США, привёл к заключению, что российская концепция «ядерной деэскалации» носит компенсационный и оборонительный характер. Она сложилась в ответ на продемонстрированное в ходе интервенции в Югославии превосходство стран НАТО в высокоточном оружии. Избранный Россией подход предполагает внушение страха и создание впечатления о более вольном обращении с ЯО, но не использование оного в нападении.
В свою очередь, экс-генеральный секретарь НАТО Андерс Фог Расмуссен отмечает, что ответ на ядерную войну будет очень жестким, и остальной мир отвернется от России, включая Китай и Индию, и полагает, что «Путин не будет применять ядерное оружие, потому что это означало бы конец его режима в самой России».

### Возможный ответ
Возможный ответ на использование Россией тактического ЯО в случае поражения в конвенциональной войне неоднократно прорабатывался на уровне Совета национальной безопасности США (NSC) и других экспертных структур задолго до вторжения на Украину. В ходе военных игр, по сценарию которых Россия вторгается в одну из стран Балтии, разные группы участников предлагали в качестве ответной меры как сочетание конвенционального военного ответа с полной международной изоляцией, так и ограниченный ядерный ответ по России или Белоруссии (как ближайшему союзнику России).
Хотя все проведённые военные игры рассматривали нападения на страну - члена НАТО, которое подразумевает вступление альянса в войну в рамках принципа коллективной безопасности, западные комментаторы сходились во мнении, что ядерная агрессия в отношении Украины неизбежно приведёт к вступлению альянса в войну. The Washington Post сообщал, что с начала войны руководство США неоднократно предупреждало российского лидера о катастрофических последствиях, которые ждут Россию в случае применения ЯО. В июне 2023 года в Сенате США был зарегистрирован проект резолюции, приравнивающей использование ЯО в Украине к нападению на блок НАТО.

### Часы Судного дня
В январе 2023 года журнал «Бюллетень ученых-атомщиков» перевёл стрелки Часов Судного дня — метафорическое отражение опасений ядерной катастрофы — на 10 секунд вперёд, оставив 90 секунд до полуночи. На это повлиял сразу ряд факторов: риск эскалации войны на Украине, риски, связанные с нахождением в зоне боевых действий атомных электростанций, вопрос продления договора о сокращении стратегических наступательных вооружений (спустя месяц Россия в одностороннем порядке вышла из договора), изменение климата, разрушение глобальных норм и институтов, необходимых для снижения мировых рисков.